# Familienchronik

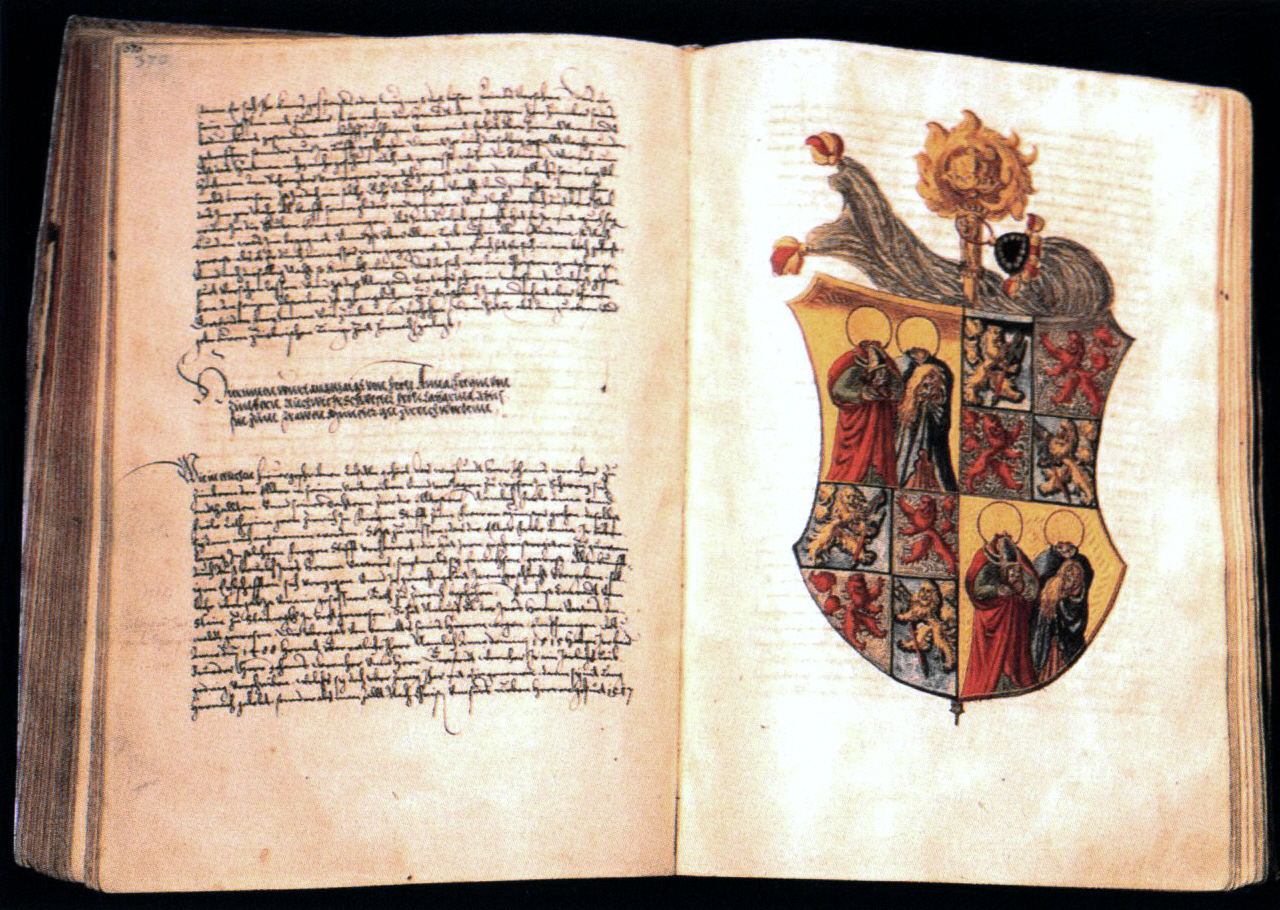
Seite aus der Chronik der Familie Zimmer aus dem 16. Jh.

Eine Familienchronik ist die Darstellung einer Familiengeschichte in zeitlicher Folge, meist in eine „einfache Darstellung der Begebenheiten nach der Jahresfolge, ohne innern Zusammenhang“ gegliedert.

## Geschichte
Die ersten Familienchroniken entstanden im Italien der Renaissance und wenig später auch in den Handelsstädten jenseits der Alpen, wie etwa die Familienchronik der Fugger 1546. Sie bilden ein neues Medium bürgerlichen Selbst- und Traditionsbewusstseins.
Im Unterschied zur Ahnenliste, zur Stammliste oder anderen Ergebnisformen der Genealogie ist eine Familienchronik an keine festgelegte Form gebunden. Es gibt deshalb viele verschiedene Darstellungsweisen für eine Familienchronik, je nachdem, ob mehr die vergangenen Generationen oder die noch lebenden Verwandten im Mittelpunkt der Arbeit stehen und welche soziale Stellung, welche Berufe sie hatten und welche Quellen zur Verfügung stehen. Familienchroniken können Bilddokumente und wichtige Urkunden der Eltern, Großeltern und Urgroßeltern und ihrer Geschwister beinhalten. Verbindende Texte können Lebensbilder sein, die für Vorfahren und Verwandten verfasst sind.

## Familienchroniken heute
Die heute allen zugängliche Arbeitsweise mit dem Computer und die Digitalisierung von Dokumenten und Fotos ermöglicht die Herstellung von Familienchroniken mit Anschauungswert und ihre Vervielfältigung. Ausdrucke auf Papier können nicht nur Verwandten, sondern in gebundenen Belegexemplaren auch der Deutschen Bibliothek und an die Zentralstelle für deutsche Personen- und Familiengeschichte Leipzig gegeben werden.

## Beispiele für Familienchroniken
- Niall Ferguson: Die Geschichte der Rothschilds. Propheten des Geldes. 2 Bände. Deutsche Verlagsanstalt, Stuttgart u. a. 2002, ISBN 3-421-05354-5.
- Lothar Gall: Bürgertum in Deutschland. Siedler, Berlin 1989, ISBN 3-88680-259-0 (Die Geschichte der Familie Bassermann).
- Johannes Hohlfeld: Das Geschlecht Oldenburg zur Oldenburg und die Verlegerfamilie Oldenbourg. Eine Familienchronik über 4 Jahrhunderte. R. Oldenbourg, München 1940.
- Rüdiger Jungbluth: Die Quandts. Ihr leiser Aufstieg zur mächtigsten Wirtschaftsdynastie Deutschlands. Campus, Frankfurt am Main u. a. 2002, ISBN 3-593-36940-0.
- Olof von Randow: Die Randows. Eine Familiengeschichte. Degener, Neustadt (Aisch) 2001, ISBN 3-7686-5182-7 (= Deutsches Familienarchiv, 135/136).
- Percy Ernst Schramm: Neun Generationen. Dreihundert Jahre deutscher „Kulturgeschichte“ im Lichte der Schicksale einer Hamburger Bürgerfamilie. (1648–1948). 2 Bände. Vandenhoeck & Ruprecht, Göttingen 1963–1964.